# María Isidra de Guzmán y de la Cerda

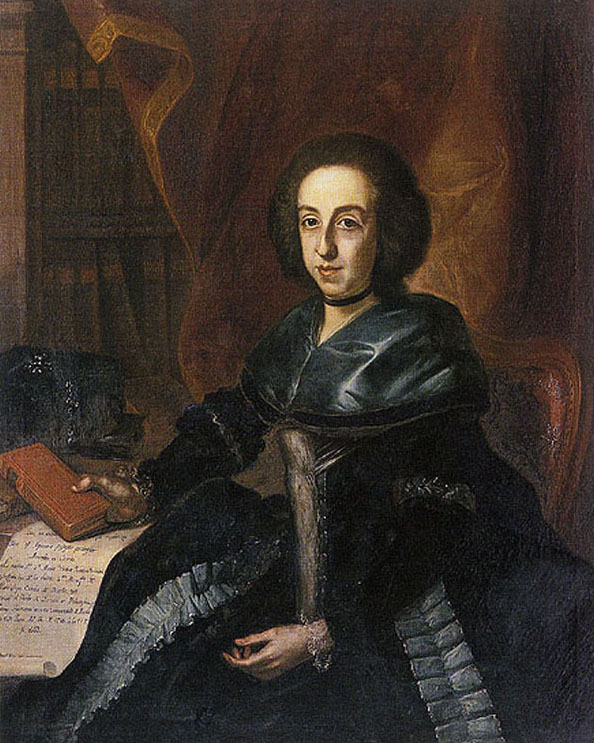
María Isidra de Guzmán y de la Cerda

María Isidra de Guzmán y de la Cerda, född 31 oktober 1767, död 5 mars 1803, var en spansk akademiker, och den första kvinnliga filosofie doktor i Spanien. 
Hon var dotter till Diego Ventura de Guzmán y Fernández de Córdoba och María Isidra de la Cerda, och fick en ovanligt god utbildning för sitt kön under sin uppväxt.
Hon var hedersledamot i Real Academia de la Historia, och även i Real Academia Española, där hon höll ett berömt tal, som sedan trycktes: (Oración del género eucarístico que hizo a la Real Academia Española la Exc.ma Señora... en el día 28 de diciembre del año de 1784 en que fue incorporada por socia de dicha Real Academia Madrid, Joaquín Ibarra, 1785). Hon fick också Junta de Damas Nobles de Honor y Mérito och Orden de damas nobles de María Luisa 1794. Hon blev också medlem i Real Sociedad Económica Matritense de Amigos del País.
År 1785 fick hon med särskilt tillstånd från Karl III av Spanien studera vid de humanistiska fakulteten vid universitetet Universidad de Alcalá. Hon räknas som den första kvinnan i Spanien som fick en doktorsexamen. 1787 översatte hon Columela från latin.
Efter sin examen gifte hon sig med Alfonso de Sousa, marqués de Guadalcázar.
En gata i Madrid sitt namn efter henne, liksom en skola i Alcalá de Henares.